# 青崩トンネル
青崩トンネル（あおくずれトンネル）もしくは青崩峠トンネル（あおくずれとうげトンネル）は、長野県飯田市と静岡県浜松市天竜区で事業中の三遠南信自動車道青崩峠道路のトンネルである。名称は仮称である。

## 概要
2013年（平成25年）から、青崩峠を越えるための道路が、青崩峠直下よりも西寄りにトンネルを通す形で事業化され、工事が進められている。まず長野側・静岡側の双方により、本坑に先立つトンネル調査坑の掘削が開始され、長野側では2018年に掘削が完了した。静岡側は2019年に完了した。トンネル調査坑は、本坑工事で発生した土砂の運搬通路として利用され、また本坑の開通後は非常用通路として利用される。
2019年（平成31年）3月16日に本坑工事に着手し、2023年（令和5年）5月26日に貫通した。2025年（令和7年）3月2日には本坑完成式が実施された。
トンネル工事中に崩落が多発したあまりの難工事から、『ツーリングマップル』（昭文社）では2017年版まで「あまりの崩落の激しさに日本のトンネル技術が敗退」というコメントがあったほどだった。トンネル貫通後に発行された2024年版以降では「2023年5月ついにトンネルが貫通！日本のトンネル技術がリベンジ！」に差し替えられている。

## 隣
E69 三遠南信自動車道
小嵐IC（事業中） - 青崩トンネル（事業中） - 水窪北IC